# Arslantaş (Darende)
Koordinaten: 38° 29′ 33,2″ N, 37° 19′ 58,2″ O

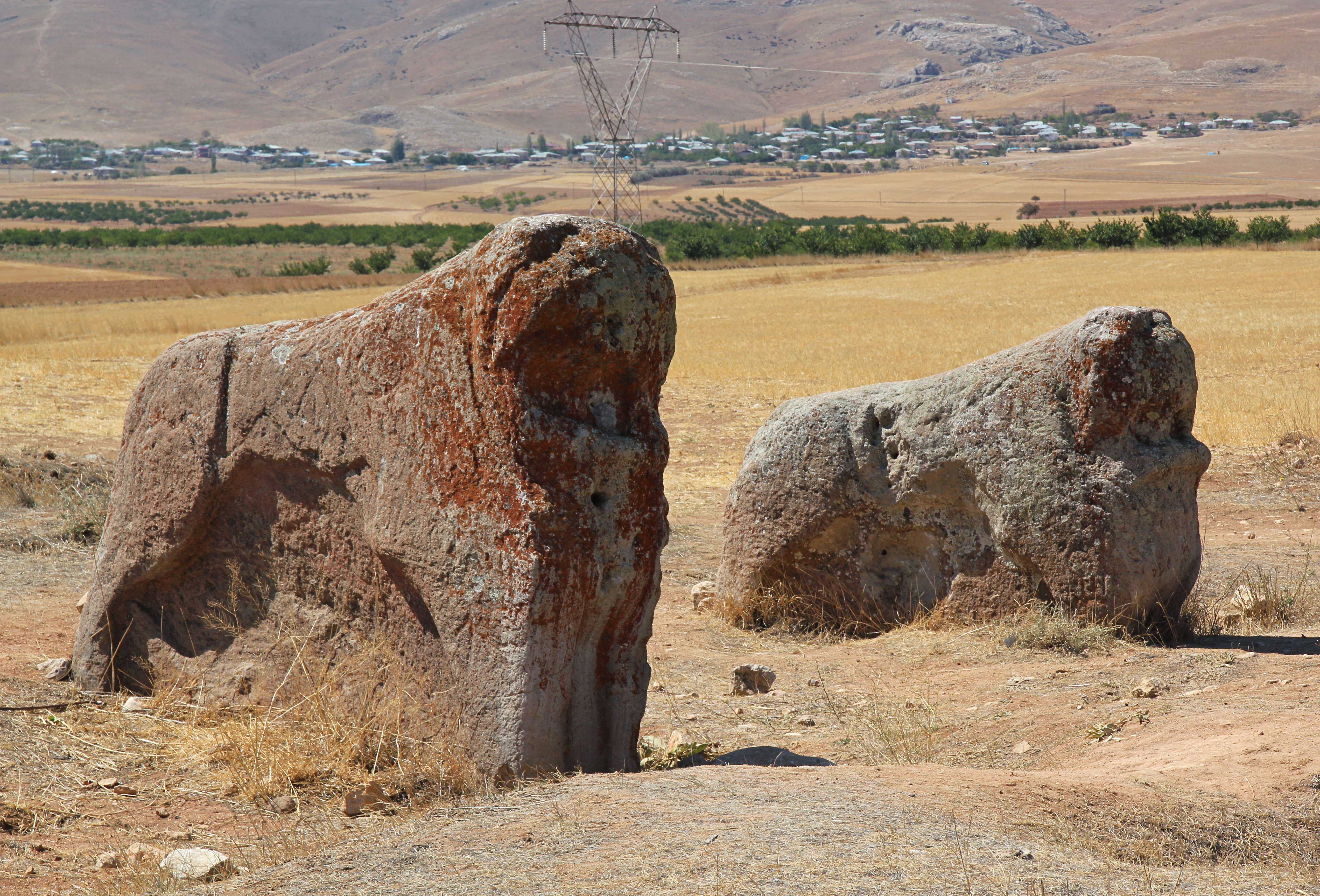
Die Arslantaşlar von Osten

Das späthethitische Monument Arslantaş (türkisch für Löwenstein), auch Arslantaşlar (Plural) oder Aslantaş(lar), bei Darende besteht aus zwei freistehenden Löwenskulpturen in offener Landschaft. Sie sind am Ende des 2. Jahrtausends v. Chr. entstanden.

## Lage
Die Skulpturen stehen zwischen landwirtschaftlich genutzten Feldern in der Umgebung der Dörfer Yeniköy und Yarımca im Landkreis Darende der türkischen Provinz Malatya, etwa 16 Kilometer westlich der Kreisstadt Darende. Sie sind weder der Gruppe von späthethitischen Bildwerken aus Maraş noch der Gruppe Malatya zuzuordnen. Demzufolge ist auch eine historische Zugehörigkeit zu den Königreichen von Gurgum oder Melid nicht zu entscheiden.

## Beschreibung
Die beiden stark verwitterten Löwen sind freistehende Plastiken, bei denen lediglich der Steinblock unter dem Körper stehengelassen ist. Die Köpfe sind vollplastisch, beide Seiten sowie Front- und Hinteransicht als Relief ausgeführt. Schultern, Oberschenkel und Beine sind in der Seitenansicht vom Körper abgesetzt, die Oberflächen sind flach und wenig ausgearbeitet. An den Köpfen sind die Mähne, Ohren, eine breite Nase und das weit geöffnete Maul mit heraushängender Zunge herausgearbeitet. Die Köpfe sitzen ohne Hals direkt auf den Schultern und sind zurückgezogen. Die Vorderfüße mit erkennbaren Krallen sind weit nach vorn geschoben, der Rücken fällt schräg nach hinten ab. Die gesamte Körperhaltung unterscheidet die Löwen, wie auch andere aus der Umgebung, von sonstigen Löwenfiguren aus späthethitischer Zeit, wodurch sie sich auch keiner der bekannten Gruppen zuordnen lassen. Zwar sind die Figuren eindeutig als Portallöwen identifizierbar und stehen zweifellos in situ, ein baulicher Zusammenhang ist jedoch nicht sichtbar. Winfried Orthmann geht davon aus, dass sie zu einer eigenen Gruppe gehören, wobei unklar bleibt, ob es ein Zentrum gab, in dem sich diese selbstständige Tradition entwickelte. Er rechnet auch andere Löwenskulpturen aus der Umgebung der gleichen Werkstatt zu, darunter eine schlecht erhaltene aus Hunu und den Portallöwen aus Sevdilli, der im Archäologischen Museum Kahramanmaraş ausgestellt ist.
Die Archäologen David George Hogarth, die Teilnehmer der Cornell-Expedition von 1907 sowie Piero Meriggi berichten von stark verwitterten Spuren von Hieroglyphenzeichen an verschiedenen Stellen der Füße, auf Grund des schlechten Erhaltungszustands werden die Verwertbarkeit und die Existenz einer Inschrift von John David Hawkins jedoch angezweifelt. Tahsin Özgüç datiert die Löwen ins 12. oder 11. Jahrhundert v. Chr.

## Forschungsgeschichte

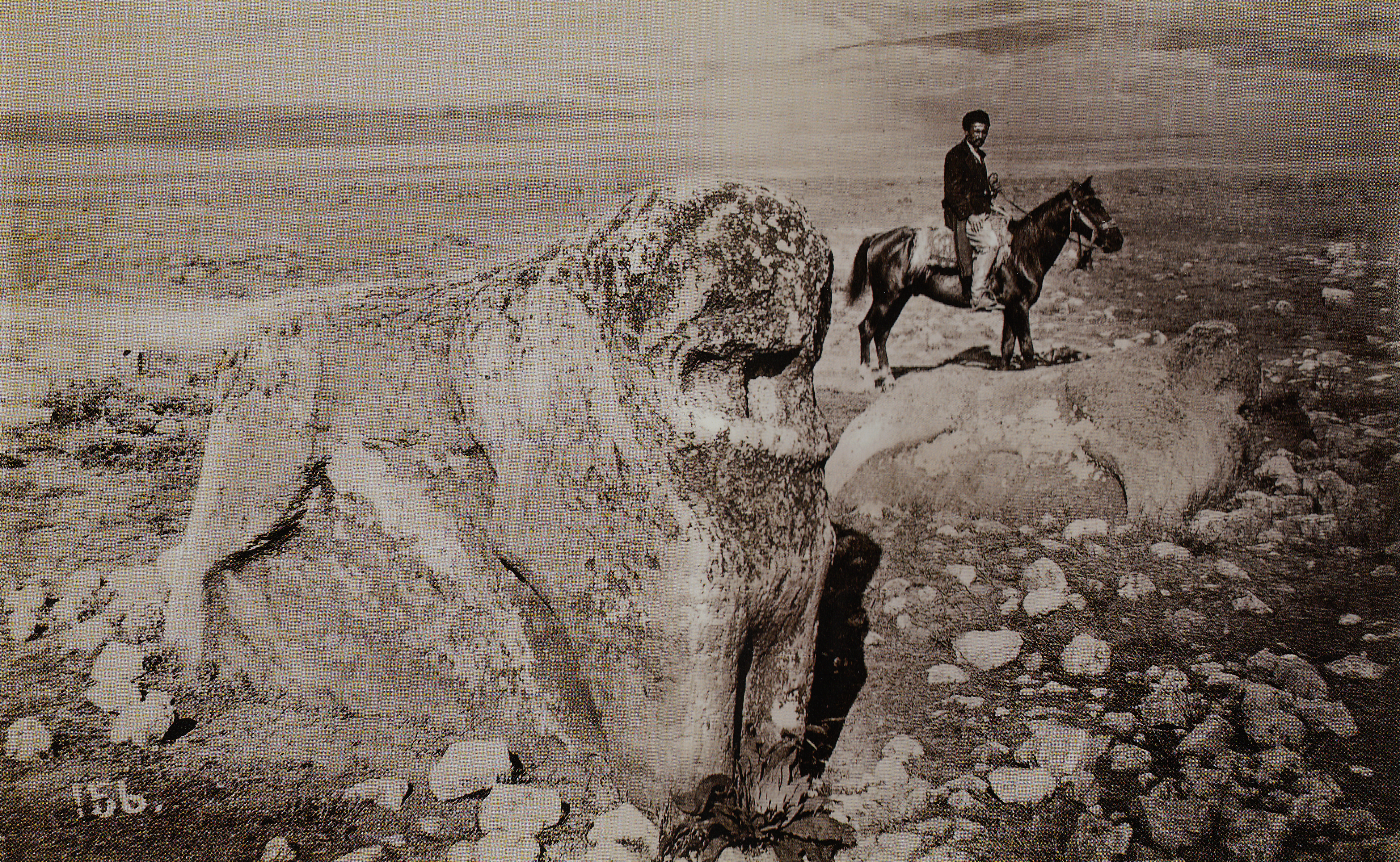
Arslantaş 1884, Photographie von John Henry Haynes

Der erste Bericht über das Monument stammt von dem preußischen Politiker Karl Friedrich von Vincke (1858), danach besuchten zahlreiche Wissenschaftler den Ort, darunter David George Hogarth (1891), die Cornell-Expedition (1907), später Hans Henning von der Osten (1927), Tahsin Özgüç (1947) und Piero Meriggi (1964). Einige davon berichten, dass einer der Löwen umgefallen war, was auch Photographien zeigen, offensichtlich wurde er wieder aufgerichtet. Ausführliche Besprechungen liefern unter anderem Winfried Orthmann und John David Hawkins.

## Anmerkung
1. ↑  In der Literatur zum Thema wird das Monument oft als Arslantaş (Elbistan) bezeichnet.